# Атиш
Атиш (фр. Attiches) насеље је и општина у североисточној Француској у региону Север-Па д Кале, у департману Север која припада префектури Лил.
По подацима из 2011. године у општини је живело 2.290 становника, а густина насељености је износила 342,81 становника/km². Општина се простире на површини од 6,68 km². Налази се на средњој надморској висини од 60 метара (максималној 62 m, а минималној 34 m).

## Демографија
| 1962. | 1968. | 1975. | 1982. | 1990. | 1999. | 2011. |
| ----- | ----- | ----- | ----- | ----- | ----- | ----- |
| 747   | 808   | 1.607 | 1.931 | 1.954 | 2.229 | 2.290 |

График промене броја становника у току последњих година